# Cimitero vecchio di Uppsala
Il  cimitero vecchio di Uppsala (in svedese: Uppsala gamla kyrkogård) è un cimitero nella città svedese di Uppsala. Situato in Fjärdingen, il cimitero si trova a ridosso di Engelska parken.

## Storia

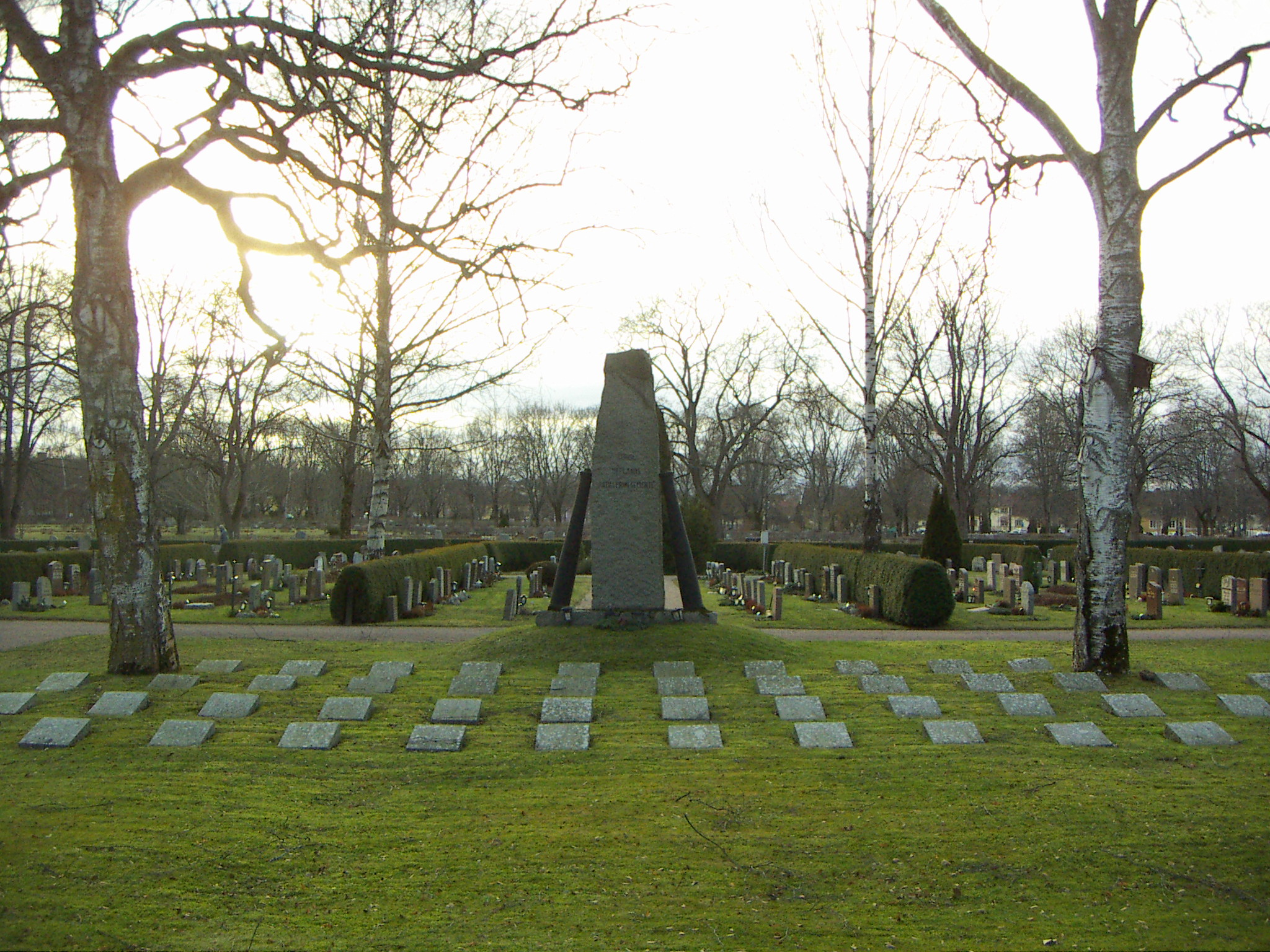
Lapide del reggimento di artiglieria Upplands

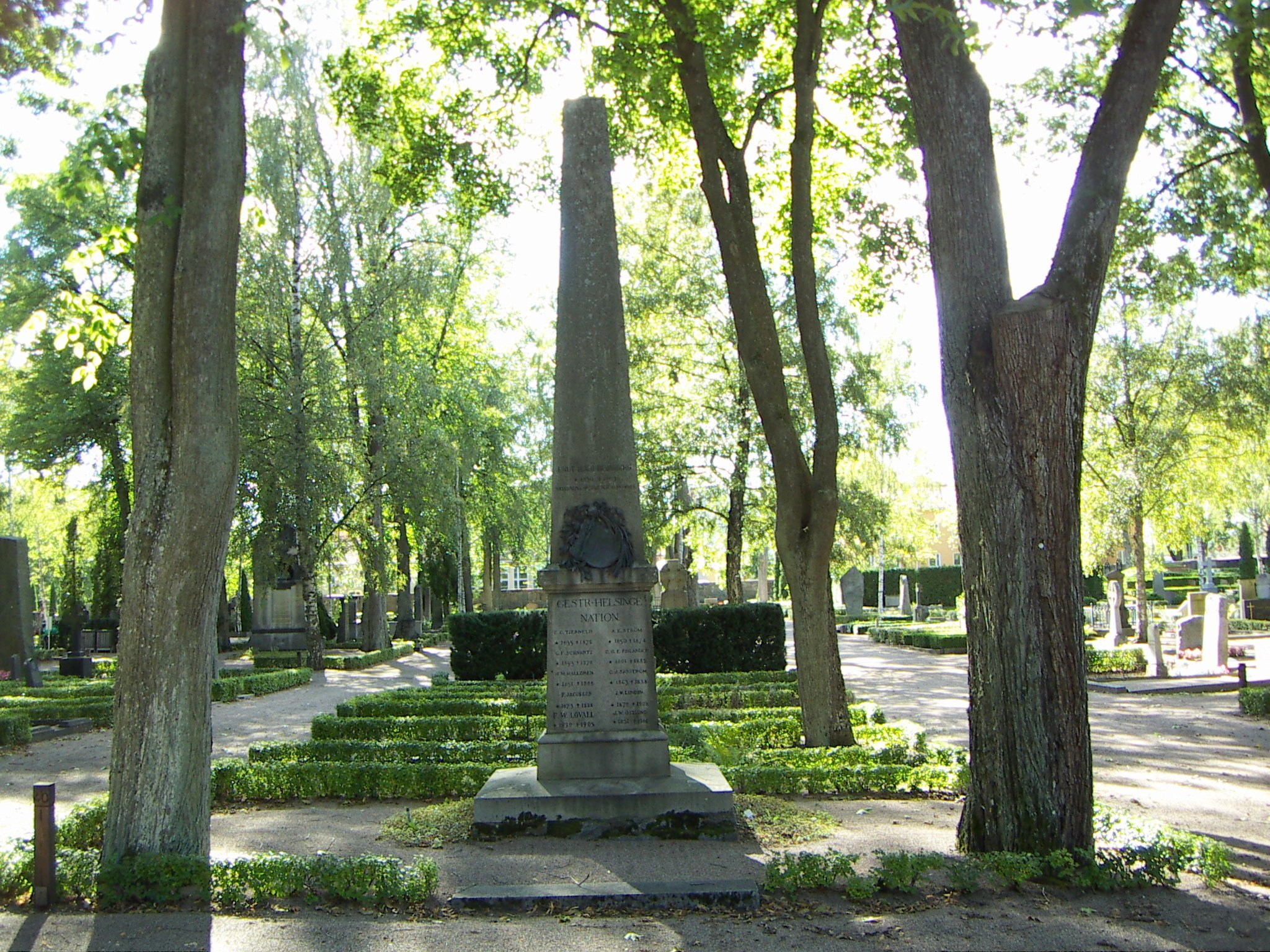
Lapide di Gästrike-Hälsinge nation

L'area del cimitero vecchio venne usata per le sepolture fin dalla metà del XVII secolo, tuttavia si espanse principalmente a partire dalla fine del XVIII secolo, a seguito della crescente opposizione alle sepolture dentro le chiese e in piccoli cimiteri in città. Nel 1785 Johan Lorens Odhelius tenne un discorso presso l'Accademia reale svedese delle scienze, sostenendo l'importanza di vietare le sepolture nelle chiese per ragioni di salute pubblica. Il re Gustavo III rimase interessato dal discorso, e nell'anno seguente tenne egli stesso un discorso in proposito presso il Riksdag.
Elis Schröderheim, governatore della provincia di Uppsala tra il 1792 e il 1794, formulò una proposta che venne approvata dal re il 5 luglio 1793. La faccenda rimase comunque in sospeso a livello nazionale fino al 1815, quando un decreto reale proibì completamente le sepolture all'interno delle chiese.
Il cimitero si espanse nel corso del XIX e XX secolo, e nel 1959 si estese fino alle dimensioni attuali, con l'acquisizione dell'area adiacente Trianglen.

## Sepolture
Il cimitero è aperto al pubblico e ha l'aspetto di un parco, con alberi decidui allineati ai viali e distribuiti fra le tombe. Molte tombe, soprattutto nella parte più antica situata a ovest, hanno statue e decorazioni artistiche.
Oltre a sepolture individuali, il cimitero ospita lapidi dedicate a varie istituzioni, tra le quali:

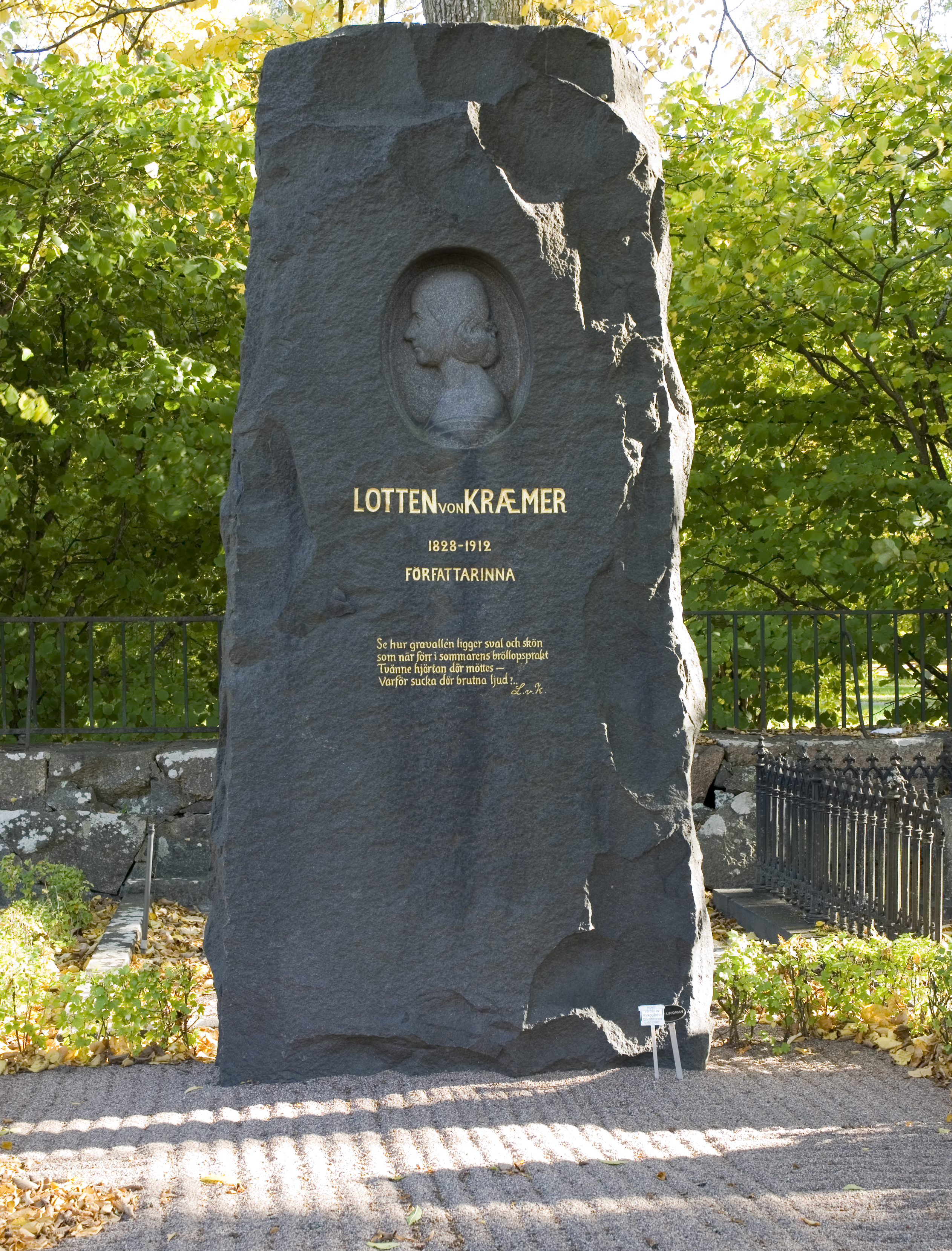
Lotten von Kræmer 1828–1912)
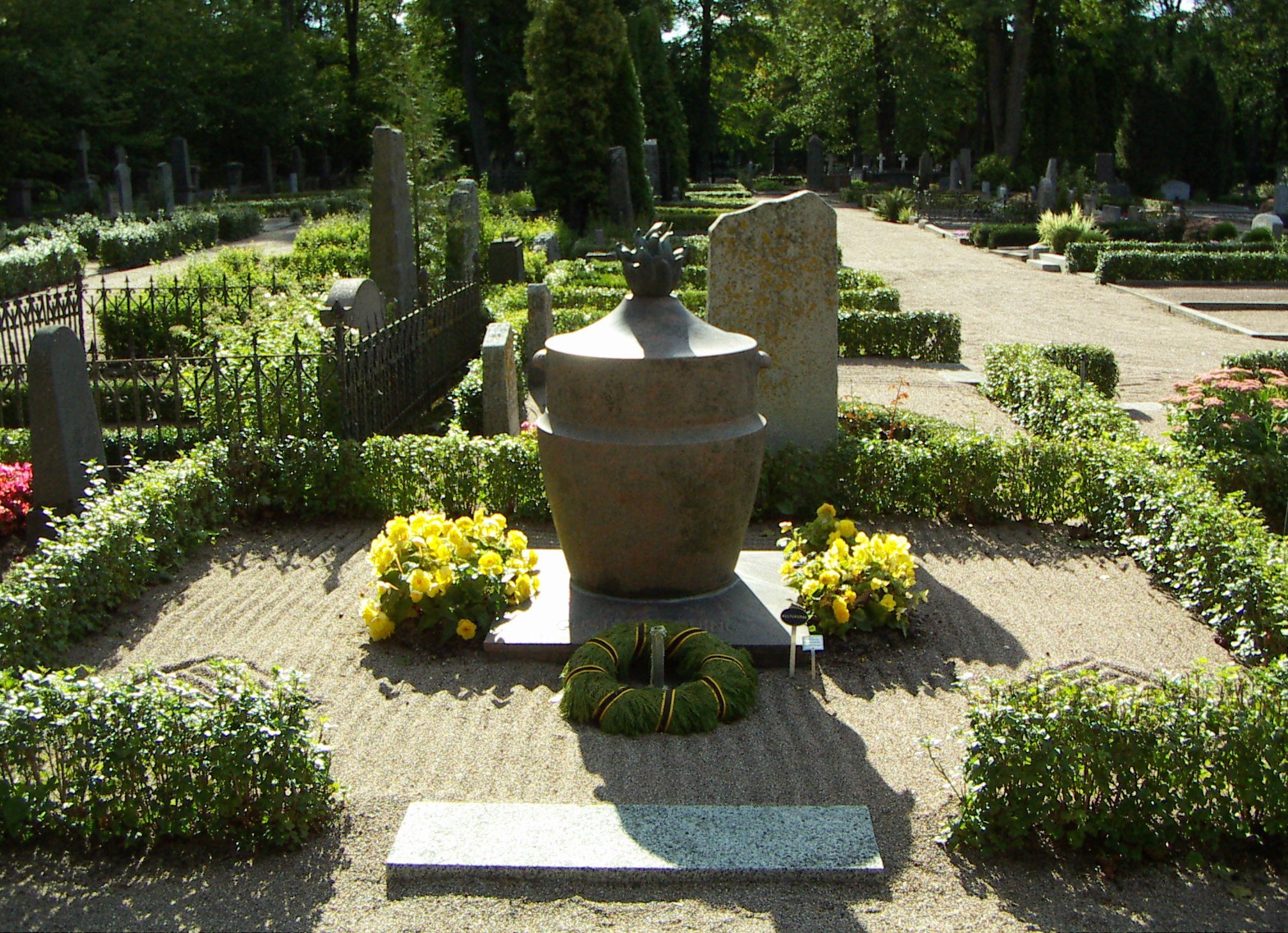
Gustaf Fröding (1860–1911)
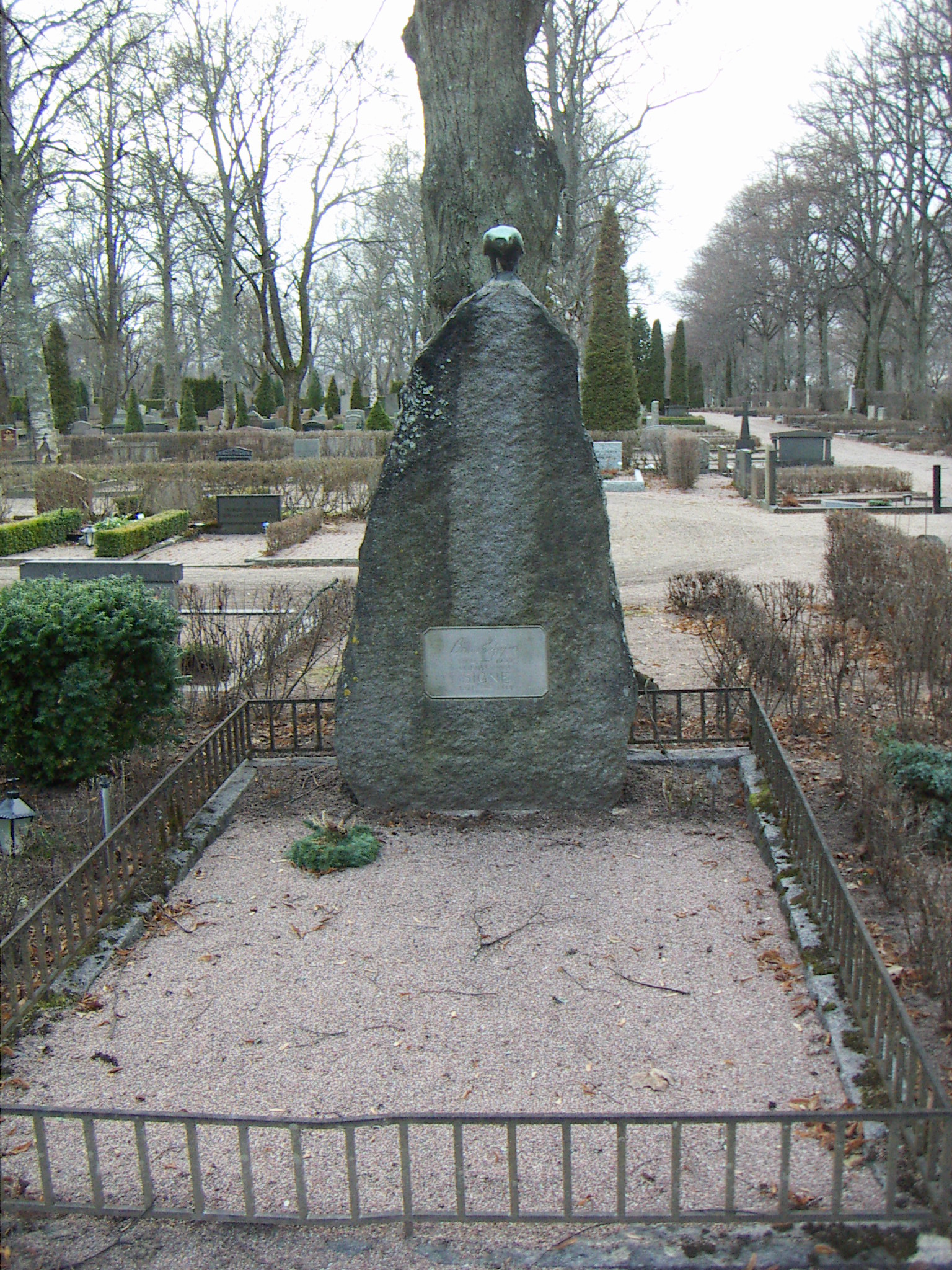
Bruno Liljefors (1860–1939)
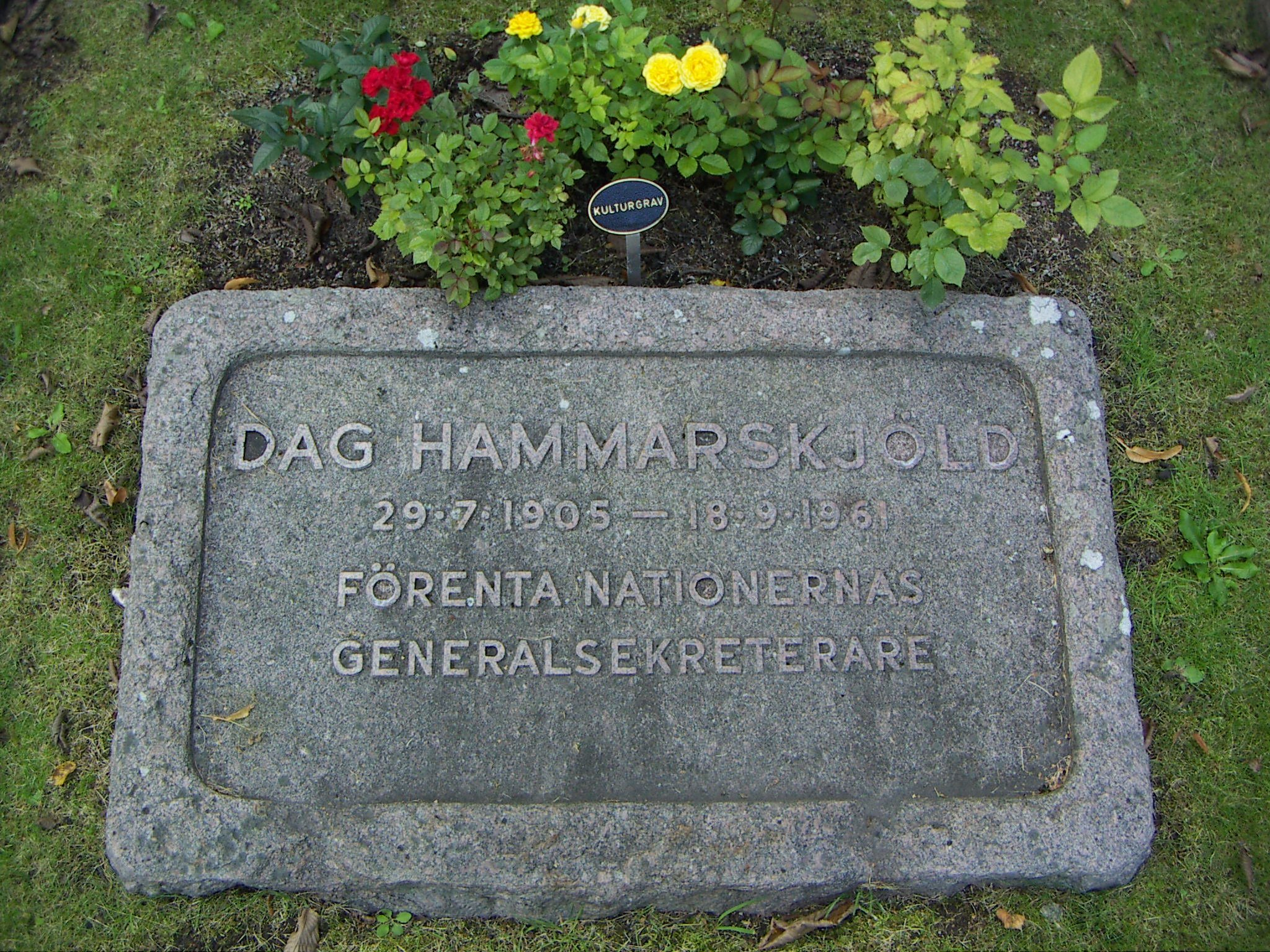
Dag Hammarskjöld (1905–1961)
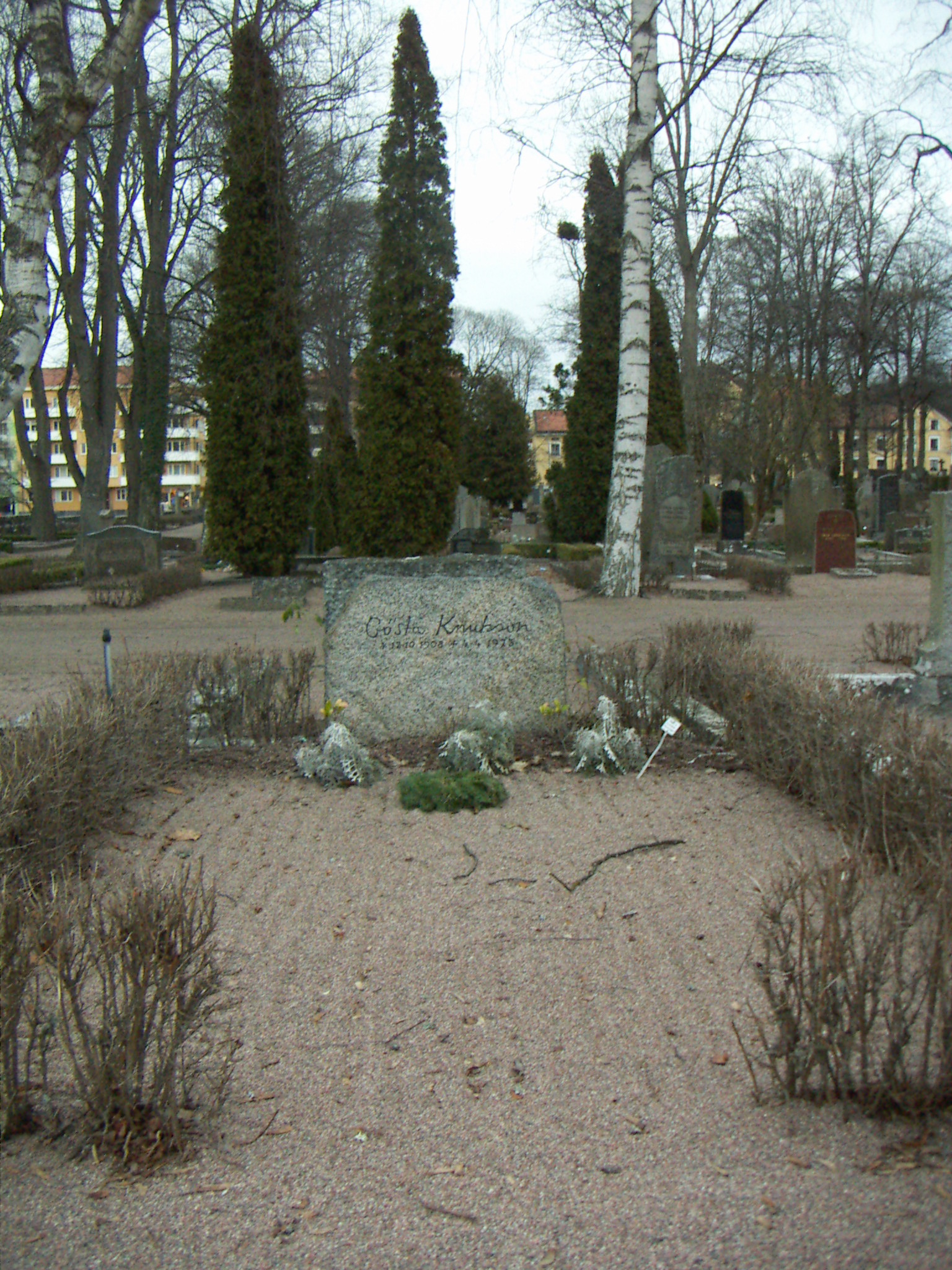
Gösta Knutsson (1908–1973)

- Diakonistiftelsen Samariterhemmet
- Evangeliska fosterlandsstiftelsen
- Fjellstedtska skolan
- Gotlands nation
- Gästrike-Hälsinge nation
- Göteborgs nation
- Kalmar nation
- Norrlands nation
- Reggimento di artiglieria Upplands
- Smålands nation
- Stockholms nation
- Södermanlands-Nerikes nation
- Svenska kyrkans mission
- Uplands nation
- Värmlands nation
- Västgöta nation
- Västmanlands-Dala nation
- Östgöta nation

- Lotten von Kræmer
1828–1912)
- Gustaf Fröding
(1860–1911)
- Bruno Liljefors
(1860–1939)
- Dag Hammarskjöld
(1905–1961)
- Gösta Knutsson
(1908–1973)